# Cao Văn Viên
Cao Văn Viên (Vientiane, 21 dicembre 1921 – Annandale, 22 gennaio 2008) è stato un generale vietnamita a quattro stelle.

## Biografia
Era figlio di genitori vietnamiti emigrati in Laos in cerca d'oro e trasferitisi successivamente nel delta del Mekong. Divenne un seguace di Ho Chi Minh e prestò servizio nel Viet Minh durante la prima guerra in Indocina, ma presto si accorse che il movimento Viet Minh era più comunista che nazionalista ed allora si unì a gruppi nazionalisti armati indipendenti. Divenne tenente nell'esercito nazionale vietnamita nel 1949 e in seguito frequentò l'accademia militare di Da Lat, completando l'addestramento con il paracadute sia con i sudvietnamiti che con i militari americani. Divenne colonnello nel 1960 e nel novembre dello stesso anno comandante della divisione aviotrasportata dell'esercito sudvietnamita (ARVN). Dall'11 settembre 1964 fino al crollo della Repubblica del Vietnam del Sud nell'aprile 1975, ricoprì la carica di Capo dello Stato Maggiore Congiunto (JGS) delle forze armate sudvietnamite.
Per interrompere il sentiero di Ho Chi Minh con le truppe di terra, il generale Cao Văn Viên nel 1965 elaborò il piano strategico che prevedeva la fortificazione di una zona lungo il 17º parallelo da Đông Hà in Vietnam a Savannakhet al confine tra il Laos e la Thailandia. Detta linea fortificata avrebbe potuto essere presidiata da otto divisioni (cinque statunitensi, due sudcoreane ed una sudvietnamita). Anche il Comando degli Stati Maggiori Riuniti americano ed il generale Westmoreland erano d'accordo con tale strategia. Nel febbraio 1966 il generale Cao Văn Viên discusse di tale piano a Guam col presidente degli Stati Uniti d'America Lyndon B. Johnson ma quest'ultimo lo respinse. Viên in seguito propose un'invasione del Laos innumerevoli volte, rendendolo uno dei suoi principali obiettivi strategici.
Egli giocò un ruolo fondamentale durante l'offensiva del Têt (31 gennaio 1968 - 25 febbraio 1968) combattendo personalmente nella battaglia di Saigon e respingendo l'invasione comunista del Vietnam del Sud.
Viên sostituì lo Strategic Hamlet Program (realizzazione villaggi fortificati), fallito, con il "programma Phoenix", attuato dalla CIA: una campagna segreta che sradicò l'infrastruttura vietcong nelle città e la indebolì alquanto nelle campagne (vennero eliminati circa 60 000 effettivi agenti vietcong).
Il 28 aprile 1975, appena due giorni prima della caduta di Saigon, lasciò il Sud Vietnam per stabilirsi negli Stati Uniti, dapprima nel New Jersey e poi in Virginia con la sua famiglia.
Scrisse per conto dell'esercito americano, alcune monografie sulla condotta della guerra del Vietnam: Leadership, Reflections on the Vietnam war, The US Adviser ma la sua analisi più completa è stata The Final Collapse in cui ha sostenuto che i tagli all'assistenza militare e la mancanza di potenza aerea statunitense hanno portato alla sconfitta del governo del Vietnam del Sud.
Viên morì ad Annandale, in Virginia, per arresto cardiaco il 22 gennaio 2008. Ha lasciato una figlia e cinque nipoti (la moglie e altri due figli morirono in precedenza).